# Attentat du 30 septembre 2017 à Edmonton
L'attentat du 30 septembre 2017 à Edmonton est une attaque terroriste par arme blanche et au camion-bélier qui a fait au moins 5 blessés. Un drapeau de l'État islamique a été retrouvé dans le véhicule du suspect.